# Bloqueig del Consell General del Poder Judicial
El bloqueig del Consell General del Poder Judicial son una sèrie de fets ocorreguts en Espanya des del desembre de 2018 passat el termini del mandat del Consell General del Poder Judicial (CGPJ), l'òrgan de govern del Poder Judicial en Espanya i el posterior bloqueig a la renovació de l'òrgan per part dels partits polítics representats en les Corts Generals.

## Antecedents

### Normatius
L'actual Constitució Espanyola, aprovada en 1978, estableix que el Poder Judicial es governa per si mateix mitjançant el Consell General del Poder Judicial. Aquest òrgan, presidit pel President del Tribunal Suprem i format per altres vint vocals, posseeix un mandat de cinc anys. D'acord amb el text constitucional, dels vint vocals esmentats, dotze han de pertànyer a la categoria de «Jutges i Magistrats» i vuit seran «advocats i altres juristes, tots ells de reconeguda competència i amb més de quinze anys d'exercici en la seva professió». Quant a la forma d'elecció, l'article 122 de la Carta Magna estableix que els vuit juristes seran triats per les Corts Generals, a parts iguals entre totes dues Cambres, mentre que la forma d'elecció dels jutges i magistrats el deixa obert a la regulació legal que faci el legislador.
A principis de 1980, les Corts van aprovar la Llei orgànica 1/1980, de 10 de gener, del Consell General del Poder Judicial, una llei orgànica que desenvolupava les competències del Consell de Govern dels jutges. Aquesta llei, en el seu article dotzè i següents, establia que els dotze jutges i magistrats serien triats pels propis jutges i magistrats mitjançant vot personal, igual, directe i secret. La llei va ser aprovada definitivament pel Congrés dels Diputats el 28 de desembre de 1979, amb 258 vots a favor (principalment UCD i PSOE), 17 en contra i dues abstencions.
Cinc anys després, en 1985 es va aprovar la definitiva Llei orgànica del Poder Judicial, que derogava l'anterior norma orgànica de 1980 i la integrava en aquesta. La principal novetat que va portar amb si va ser la modificació del sistema d'elecció d'aquests dotze jutges i magistrats, que des de l'entrada en vigor de la nova llei passaven a ser triats —com els altres vuit vocals— per majories reforçades —tres cinquens— del Congrés dels Diputats i el Senat. Aquesta idea, inicialment descartada, va ser secundada pel Partit Socialista Obrer Espanyol (PSOE) —que en aquells dies tenia 202 escons— en considerar que la carrera judicial tenia una «estructura conservadora» i que havia de pesar més la «majoria parlamentària». La llei va ser aprovada de manera definitiva pel Congrés el 28 de març de 1985 amb 188 vots a favor, 65 en contra i tres abstencions.
Aquesta nova llei va ser recorreguda pel sector més conservador del Parlament en considerar que hi havia risc de «politització», així com pel propi Consell General del Poder Judicial en presentar diversos conflictes de competències. La seva inconstitucionalitat va ser descartada pel Tribunal Constitucional en dues sentències de 1986 (STC 45/1986, de 17 d'abril i STC 108/1986, de 29 de juliol). Sense cap dubte, la més rellevant és la 108/1986, que aborda en profunditat la qüestió relativa al sistema d'elecció. En aquesta sentència, l'Alt Tribunal, encara que veu coherent l'argumentació dels recurrents que podria existir un límit implícit en Constitució en establir que vuit dels vocals han de ser triats per les Corts, mentre que no així per als dotze jutges i magistrats, també és cert que, segons diu el Tribunal, en cap moment el text prohibeix que de manera legal, el Parlament s'apropi d'aquesta capacitat. Així mateix, prossegueixen els magistrats constitucionals, que la resolució d'aquesta ambigüitat no troba resposta clara en el propi debat d'elaboració de la Constitució. Després d'analitzar el propi tribunal l'esperit de la norma, considera que aquesta pretén «assegurar que la composició del Consell reflecteixi el pluralisme existent en el si de la societat i, molt especialment, en el si del Poder Judicial» i, que aquest risc de politització no sols existiria amb una elecció parlamentària, sinó també amb una «elecció corporativa» entre els propis jutges i magistrats que podria provocar «que el procediment electoral traspassi al si de la Carrera Judicial les divisions ideològiques existents en la societat».
Per tot això, el Tribunal va concloure que «L'existència i fins i tot la probabilitat d'aquest risc, creat per un precepte que fa possible, encara que no necessària, una actuació contrària a l'esperit de la Norma constitucional, sembla aconsellar la seva substitució, però no és fonament bastant per a declarar la seva invalidesa, ja que és doctrina constant d'aquest Tribunal que la validesa de la llei ha de ser preservada quan el seu text no impedeix una interpretació adequada a la Constitució. Ocorrent així en el present cas, perquè el precepte impugnat és susceptible d'una interpretació conforme a la Constitució i no imposa necessàriament actuacions contràries a ella, procedeix declarar que aquest precepte no és contrari a la Constitució».
Posteriorment, altres reformes impulsades des de governs conservadors com les realitzades per la Llei orgànica 2/2001, de 28 de juny, o per la Llei orgànica 4/2013, de 28 de juny, van introduir un sistema mixt, en el qual es mantenien l'esperit de la reforma de 1985 permetent l'elecció parlamentària dels membres del CGPJ, però donant major rellevància en el procediment de proposta de candidats als jutges i magistrats, així com a les associacions judicials que existissin.

### Polítics

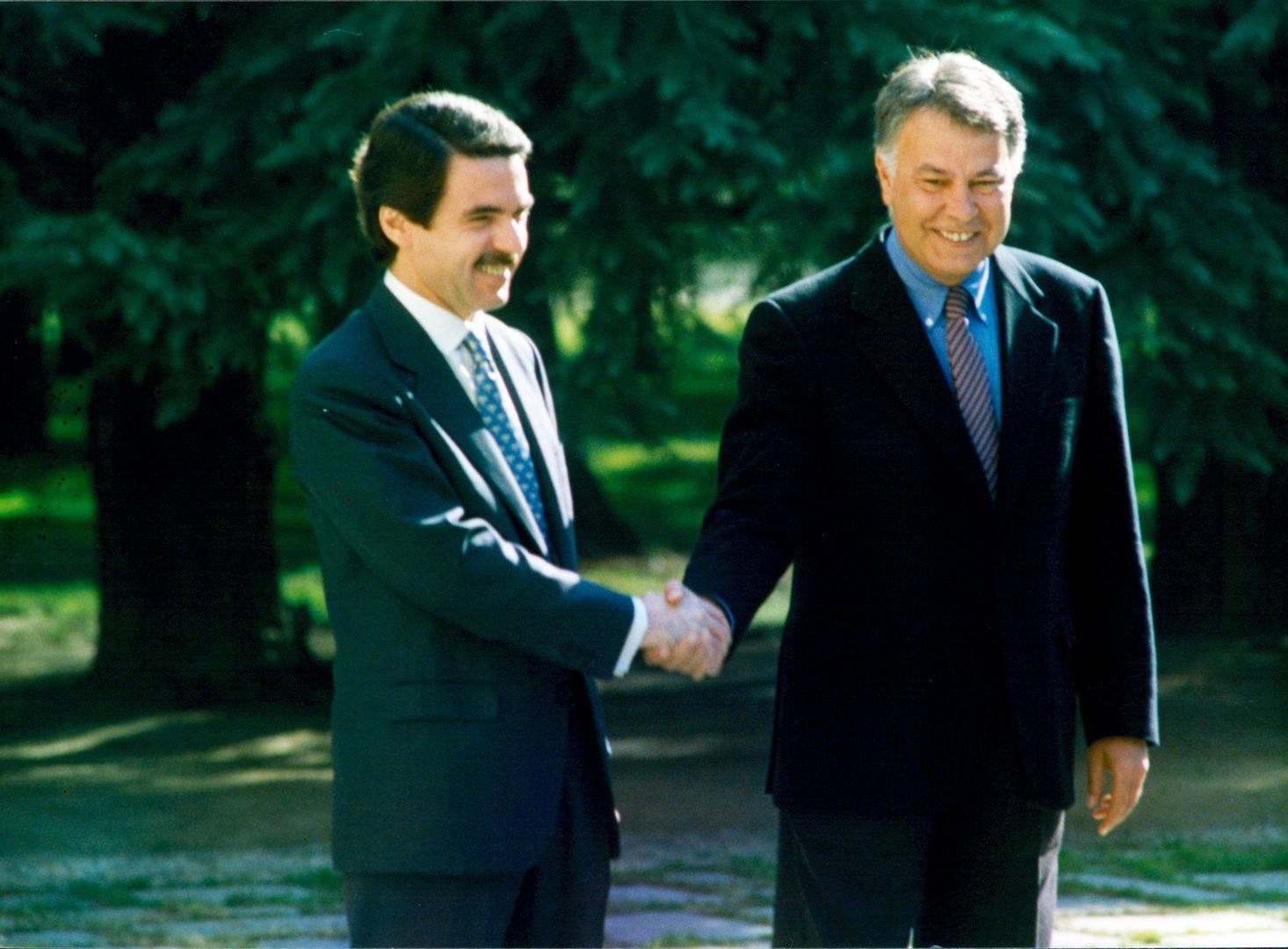
El primer bloqueig va ocórrer entre 1995 i 1996, amb González en la Presidència i Aznar en l'oposició.

Arran de la reforma de 1985, la importància augmentada del Poder Legislatiu en l'elecció dels membres de l'òrgan de govern dels jutges i la majoria necessària per a això, requeria una major lleialtat institucional i compromís per part dels partits polítics, principalment del Partit Socialista i del Partit Popular, partits que havien dominat l'àmbit polític des dels anys 1980. Aviat es va veure que això no sempre ocorreria. En 1995, amb Felipe González en la Moncloa i José María Aznar com a líder de l'oposició, va expirar el mandat del tercer CGPJ però no va trobar renovació fins a 1996, quan el Partit Popular d'Aznar va guanyar les eleccions generals i, després de vuit mesos d'interinitat, es va renovar amb majoria conservadora. En aquells dies, el CGPJ va acabar minvat i en la pràctica sense capacitat d'obrar, perquè entre vacants i dimissions de vocals, el Consell es va quedar amb onze membres, insuficients per a aprovar mesures.
El segon bloqueig es va dur a terme en 2006. Governant el socialista José Luis Rodríguez Zapatero i en la recta final de la legislatura, el Partit Popular de Mariano Rajoy va tornar a rebutjar renovar el CGPJ i es va mantenir així durant gairebé dos anys. En 2008, després de guanyar de nou les eleccions generals els socialistes, els populars van accedir a renovar l'òrgan de govern judicial.

## Fets
Igual que en altres dues ocasions anteriors, governant el socialista Pedro Sánchez i amb el Partit Popular —amb Pablo Casado al capdavant— com a principal partit de l'oposició, al desembre de 2018 va expirar el mandat vigent del Consell General del Poder Judicial. Uns mesos abans, tal com dictava el procediment, el president del Tribunal Suprem i del Consell del Poder Judicial, Carlos Lesmes, va remetre a les cambres legislatives una llista de 51 candidats perquè el Parlament triés els dotze vocals del torn de Jutges i Magistrats que establia la Constitució i la Llei orgànica del Poder Judicial.

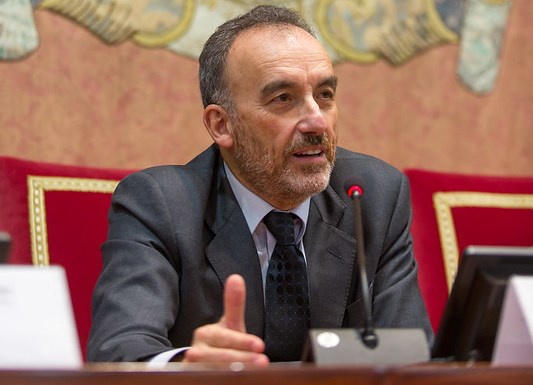
Manuel Marchena, candidat a la Presidència del TS i del CGPJ fins a la filtració d'uns missatges de veu.

Dins del termini, al novembre de 2018 el PSOE i el PP van pactar la renovació de l'òrgan, que segons es va difondre inclouria al conservador Manuel Marchena com a president. No obstant això, una setmana després es van revelar una sèrie de missatges de veu del portaveu popular al Senat, Ignacio Cosidó, en el qual qualificava de «esperançador» l'acord aconseguit i afirmava que els permetria controlar «la sala segona des de darrere i presidint la sala 61 —sala especial per a enjudiciar a presidents o magistrats de Sala del Suprem o els procediments d'il·legalitat de partits polítics—». Després d'aquestes filtracions, el propi magistrat Manuel Marchena va rebutjar ser el candidat a presidir aquests òrgans judicials i l'acord va rebre el rebuig de les diverses associacions judicials.
Aconseguida la data del 4 de desembre de 2018, va expirar el mandat del Consell General del Poder Judicial. Durant 2019 —any electoral—, Lesmes va instar en tres ocasions mitjançant cartes als presidents de les Cambres legislatives a renovar el Consell. En les dues eleccions generals d'aquest any, abril i al novembre, el Partit Socialista de Pedro Sánchez va resultar guanyador, però sense majoria per a governar. A principis de 2020, Sánchez va ser reelegit president del Govern per la majoria simple del Congrés dels Diputats, després d'aconseguir un acord de coalició amb Unides Podem i aconseguir el suport d'un altre partits minoritaris.
Durant 2020, amb Pablo Casado encara en la Presidència del Partit Popular, va continuar sent impossible renovar el CGPJ, amb retrets creuats tant de socialistes com de populars. Així mateix, aquest any es van afegir nous elements, perquè el Partit Popular va començar a posar condicions per a negociar, entre elles, que el soci minoritari de la coalició governamental, Unides Podemos, no participés en la negociació o que es reformés el sistema d'elecció dels vocals del Consell (com demanaven també altres partits). Si bé la primera de les condicions es va acceptar implícitament, perquè Podemos no va participar activament en cap de les negociacions, el Govern es va negar rotundament a reformar el sistema d'elecció sense renovar abans l'òrgan.
Després d'un ordagi del PSOE i Unides Podem en el que van arribar a registrar en el Congrés una proposició de llei per a rebaixar la majoria necessària per a la renovació, el PP i el PSOE van tornar a asseure's a negociar. Durant 2021, el PSOE va retirar la reforma i tots dos partits van aconseguir arribar a alguns acords per a renovar altres òrgans com el Tribunal Constitucional, el Tribunal de Comptes, el Defensor del Poble i l'Agència Espanyola de Protecció de Dades, però no per a renovar el CGPJ, perquè tots dos partits diferien quant a reformar el mètode d'elecció del Consell, i cap va cedir. El Govern, finalment, va impulsar una reforma de la Llei orgànica del Poder Judicial (LOPJ) que va establir un règim especial per al CGPJ en cas d'estar en funcions, limitant les seves capacitats per a fer nomenaments mentre estigués en aquesta situació. Això no va fer si no agreujar la situació, ja que ja en 2023 el Suprem havia perdut a un quart dels seus magistrats sense possibilitat de nomenar-ne de nous.

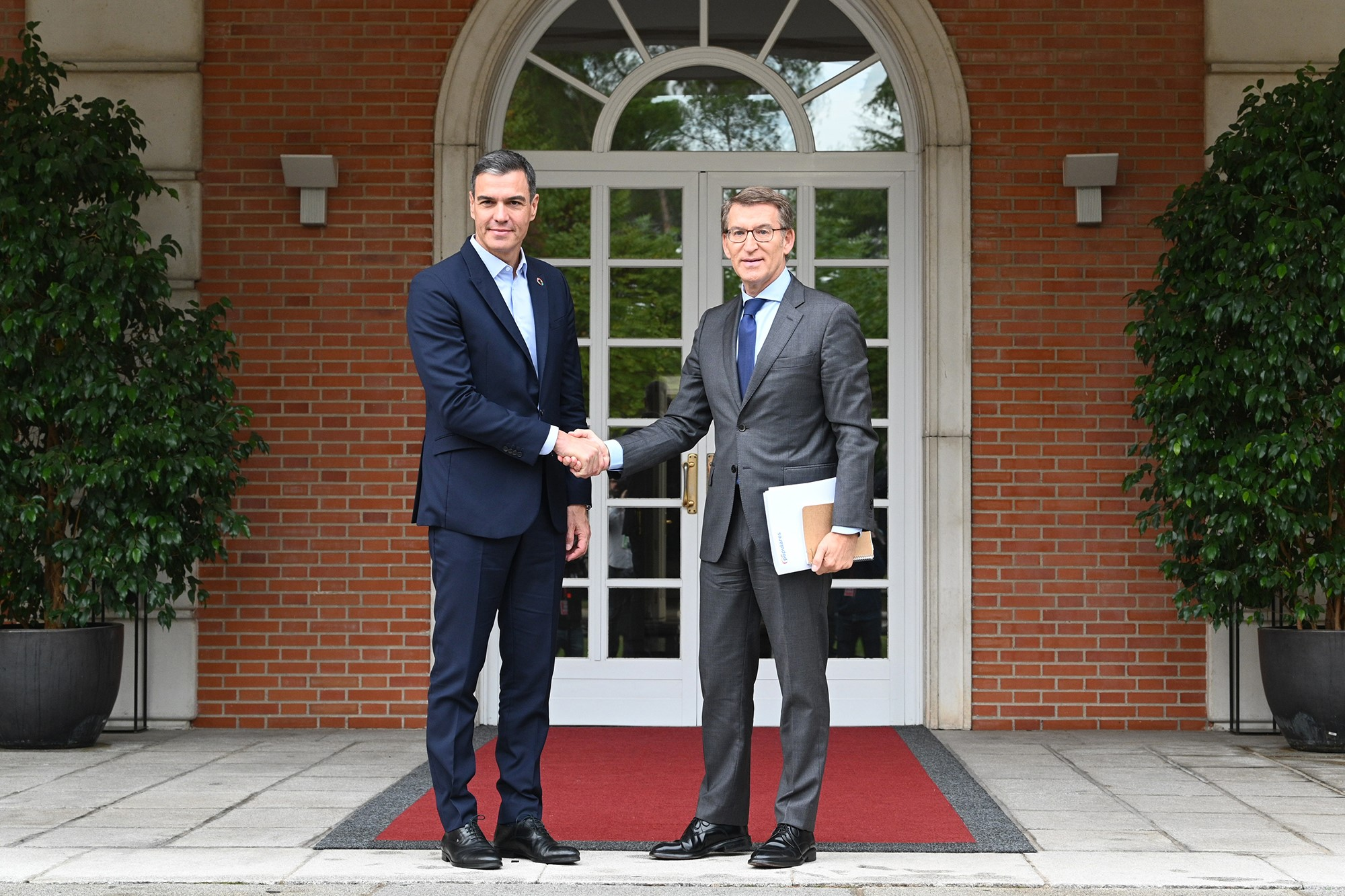
Pedro Sánchez i Alberto Núñez Feijóo en una de les seves reunions per a desbloquejar la renovació del CGPJ.

L'any 2022 va suposar un nou lideratge per al Partit Popular, que va elegir com el seu nou president a Alberto Núñez Feijóo. Amb postures similars a anys anteriors, tant Sánchez com Núñez Feijóo es van disposar a desencallar la situació, però filtracions de reunions anteriors a mitjan any va paralitzar de nou les negociacions.
A l'octubre de 2022, el president del Tribunal Suprem i del Consell General del Poder Judicial, Carlos Lesmes, va presentar la seva dimissió al rei i va sol·licitar la seva reincorporació a la seva plaça de magistrat del Tribunal Suprem.
El Govern, així mateix, va impulsar una nova reforma de la LOPJ perquè aquest pogués designar a magistrats del Tribunal Constitucional, perquè caducava el mandat d'un terç dels magistrats que corresponien nomenar al Govern i al Consell.
A finals de 2022 s'ha fet públic que el Gobierno impulsaria una reforma del delito de sedición, una cosa que no va agradar als populars i que van exigir que es paralitzessin aquests plans com a condició per continuar negociant.
El Govern no va atendre tals advertiments i va prosseguir amb els seus plans, donant llum verda el Congrés a la reforma al desembre de 2022. A més, al costat de la reforma del delicte de sedició, es va impulsar la reforma del delicte de malversació i de les majories necessàries en el CGPJ per a designar magistrats, perquè després de diversos mesos un grup de vocals conservadors havia usat els seus vots per a bloquejar aquestes designacions. Enfront d'aquestes reformes, l'oposició el PP va presentar un recurs d'empara davant el Tribunal Constitucional sol·licitant la suspensió del ple del divendres 16, encara que l'Alt Tribunal no va atendre la urgència al·legada per aquests partits i va ajornar la seva decisió al dilluns següent.
El 19 de desembre de 2022, el Tribunal Constitucional va acceptar tramitar el recurs d'empara del Partit Popular (PP), a través del grup parlamentari Popular en el Congrés, contra l'aprovació d'esmenes de la reforma de la Llei orgànica del Tribunal Constitucional i de la Llei orgànica del Poder Judicial. El motiu va ser que les modificacions de la llei no s'atenien «a la doctrina constitucional sobre l'exercici del dret d'esmena i la relació d'homogeneïtat que ha d'existir entre les esmenes i la iniciativa legislativa que es pretén modificar».
En el mateix dia es va acceptar prendre mesures cautelaríssimes ordenant la suspensió de la tramitació de les esmenes. Aquesta aprovació va ser feta per sis vots a favor i cinc en contra, amb l'emissió de vots particulars dels cinc magistrats que van estar en contra d'aquesta suspensió. Va ser la primera vegada que el Tribunal Constitucional ordenava paralitzar la tramitació d'unes esmenes de les Corts Generals. Posteriorment, el Tribunal Constitucional haurà d'entrar en el fons de la qüestió per a decidir si aixeca la suspensió de les esmenes o permet que continuï el seu tràmit parlamentari, alguna cosa que podria ocórrer després d'un canvi en la composició del propi tribunal.
Després de conèixer-se la sentència, tant la presidenta del Congrés dels Diputats, Meritxell Batet, com el president del Senat, Ander Gil, van fer declaracions institucionals en què confirmaven que respectarien la decisió del suprem intèrpret constitucional, si bé consideraven la decisió un perillós precedent ja que suposava que "la interrupció de la potestat legislativa estigui a l'abast d'un sol diputat amb la interposició d'un recurs d'empara" o impedir que els "legítims representants de la sobirania popular" poguessin "exercir les funcions i debatre o votar la norma" en els termes establerts a l'ordenament jurídic». Així mateix, van defensar "l'autonomia parlamentària i les funcions del legislatiu" i van confirmar que presentarien al·legacions en el procediment. L'endemà, la Mesa del Senat va retirar les esmenes suspeses per l'Alt Tribunal i va confirmar que continuaria amb la resta del procediment no afectat per la decisió del Tribunal.
Precisament, en el seu tradicional discurs de Nadal, el rei Felip VI va alertar de la «erosió» de les institucions i va fer una crida perquè siguin «enfortides» i «siguin un exemple d'integritat i rectitud». Així mateix, va exhortar a «realitzar un exercici de responsabilitat i reflexionar de manera constructiva sobre les conseqüències que ignorar aquests riscos pot tenir per a la nostra unió, la nostra convivència i les nostres institucions».
El 27 de desembre de 2022, amb tres mesos de retard, el Ple del Consell General del Poder Judicial va proposar al rei el nomenament dels magistrats del Tribunal Suprem, César Tolosa Tribiño i María Luisa Segoviano Astaburuaga, com a nous magistrats del Tribunal Constitucional. Després d'aquestes nominacions i els dos candidats proposats pel Govern —el magistrat Juan Carlos Campo i la catedràtica Laura Díez Bueso—, es completaria la renovació d'aquest tribunal. Els nous magistrats van prendre possessió davant el rei el 31 de desembre de 2022.
El 22 de març de 2023, la vocal del CGPJ Concepción Sáez va dimitir denunciant la situació «insostenible» de l'òrgan, la «incapacitat de prendre decisions» i la poca perspectiva de renovació.

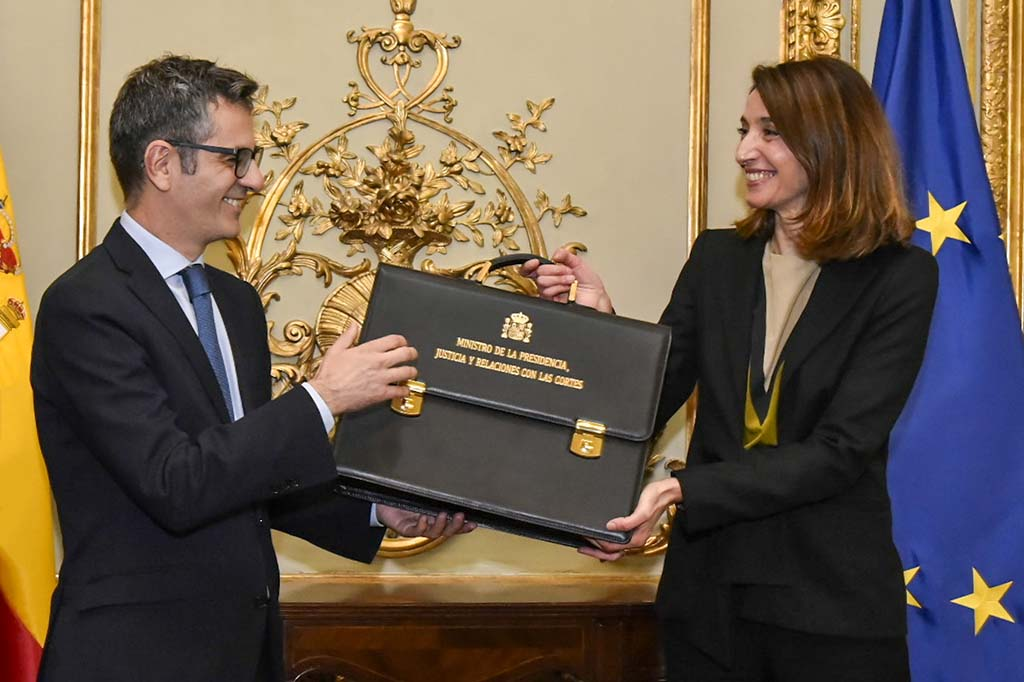
Durant el tercer Govern de Pedro Sánchez, aquest va fusionar les carteres de Presidència i Justícia, que va ostentar Félix Bolaños.

Després de les elecciones generales del 23 de julio de 2023, Pedro Sánchez fue investido presidente por tercera vez, formando un nuevo Gobierno en el que otorgó las competencias sobre relaciones con la Justicia a su ministro de la Presidencia, Félix Bolaños, que gestiono ambas carteras. En su discurso inaugural como nuevo ministro de Justicia, Bolaños insistió en que «renovar el Consejo General del Poder Judicial no es una opción, es una obligación», aunque el Partido Popular insistió en que no renovaría el órgano de gobierno judicial salvo que se revise la forma de elección de sus miembros.
A principis de desembre de 2023, Vicente Guilarte Gutiérrez, president en funcions del CGPJ, va proposar, com a mesura per a desembussar la renovació de l'òrgan dels jutges en les Corts Generals, retirar competències sobre nomenaments al Consell, de tal forma que els nomenaments judicials quedarien en mans dels jutges i d'un tribunal de juristes amb el propòsit de «diluir» l'interès dels partits polítics en aquest òrgan.
Després de sol·licitar-ho el Partit Popular, i acceptar-lo el Partit Socialista, tots dos partits es van reunir a Brussel·les amb la mediació de la Comissió Europea el 31 de gener de 2024 per a intentar desbloquejar la renovació.

## Reaccions

### Nacionals
En l'àmbit nacional, durant tot el període que abasta aquesta crisi institucional, s'ha caracteritzat per una nul·la assumpció de la responsabilitat per part dels principals actors polítics així com de constants retrets mutus. Des del Govern, format inicialment pel PSOE i posteriorment amb la inclusió d'Unides Podemos, s'ha acusat l'oposició —principalment al PP— de no tenir voluntat per a negociar una renovació i posar constants condicions que entorpissin aquest objectiu. Per part seva, el Partit Popular, amb arguments similars, va culpar al Govern de falta de voluntat negociadora així com qualificant-lo de «autoritari» i acusant-lo de voler «assaltar les institucions». A moltes d'aquestes desqualificacions es van unir també partits com a Ciutadans o Vox (a vegades contra el govern, altres contra tots dos partits), que des del principi es van negar a participar en el «repartiment de cromos» i van exigir reformar el mètode d'elecció del GGPJ.

### Internacionals
En l'àmbit internacional, l'oposició política ha realitzat constantment crides a les institucions de la Unió Europea perquè s'alineessin amb les seves pretensions. En respostes a aquestes crides, la Comissió Europea sempre ha mantingut que era necessària una renovació immediata i la reducció de la influència política en l'elecció dels vocals del CGPJ. En aquest sentit, en 2022 el comissari de Justícia, Didier Reynders, va arribar a visitar el país per a intentar mediar, sense èxit.
Així mateix, fora de la Unió Europea, el Consell d'Europa també ha insistit en la necessitat de renovar el sistema d'elecció així com concloure la «prioritària» renovació del CGPJ. D'altra banda, també ha criticat la falta de voluntat per a implementar algunes de les seves recomanacions.